# Kokkola-Pietarsaari repülőtér
A Kokkola-Pietarsaari repülőtér (IATA: KOK, ICAO: EFKK) Finnország egyik nemzetközi repülőtere, amely Kokkola közelében található. Éves utasforgalma 17 198 fő (2022).

## Futópályák
A repülőtér futópályái:
- 01/19 (2500 m, 60 m, aszfalt)
- 11/29 (700 m, 20 m, aszfalt)

## Forgalom
Az utasforgalom az elmúlt években az alábbi módon változott:
| Utasok száma | 128 907 | 131 895 | 100 487 | 98 176 | 92 197 | 94 684 | 68 669 | 79 819 | 56 113 | 17 198 |
|              | 1998    | 2001    | 2003    | 2006   | 2009   | 2011   | 2014   | 2017   | 2019   | 2022   |